# Juan Fiore
Juan Franco Fiore (Santa Fe, Argentina; 20 de septiembre de 1997) es un futbolista argentino. Juega como lateral por izquierda y su primer equipo fue Albion de Uruguay. Actualmente se encuentra sin club

## Trayectoria
Juan Fiore se formó en las inferiores de Unión de Santa Fe, donde fue promovido al plantel de Reserva en 2016; en ese mismo año, además, se consagró campeón con el equipo de Liga Santafesina. Sin embargo, nunca fue tenido en cuenta para el plantel profesional y cuando estaba en edad para firmar su primer contrato, el club decide dejarlo en libertad de acción.
Ya con el pase en su poder, en 2019 viaja a Uruguay para ser refuerzo de Albion, donde hizo su debut como profesional el 8 de junio: ese día, Fiore fue titular en la victoria 1-0 de su equipo ante Sud América.

## Clubes
| Club              | País      | Año       |
| ----------------- | --------- | --------- |
| Unión de Santa Fe | Argentina | 2016-2018 |
| Albion            | Uruguay   | 2019-2021 |

### Estadísticas
- Actualizado al 26 de enero de 2021

| Club                | Div.                | Temporada           | Liga | Liga | Copa Nacional | Copa Nacional | Copa Internacional | Copa Internacional | Total | Total |
| Club                | Div.                | Temporada           | PJ   | G    | PJ            | G             | PJ                 | G                  | PJ    | G     |
| ------------------- | ------------------- | ------------------- | ---- | ---- | ------------- | ------------- | ------------------ | ------------------ | ----- | ----- |
| Albion · Uruguay    |                     |                     |      |      |               |               |                    |                    |       |       |
| 2.ª                 | 2019                | 17                  | 0    | -    | -             | -             | -                  | 17                 | 0     |       |
| 2.ª                 | 2020                | 18                  | 0    | -    | -             | -             | -                  | 18                 | 0     |       |
| Total               | Total               | 35                  | 0    | -    | -             | -             | -                  | 35                 | 0     |       |
| Total en su carrera | Total en su carrera | Total en su carrera | 35   | 0    | -             | -             | -                  | -                  | 35    | 0     |